# ワン・トゥリー・ヒル (曲)
「ワン・トゥリー・ヒル」（One Tree Hill）は『ヨシュア・トゥリー』（The Joshua Tree）に収録されているU2の楽曲である。
オーストラリアとニュージーランドのみでシングルカットされた。

## 概要
1986年にバイク事故で亡くなったローディーのグレッグ・キャロルに捧げられている。
1984年、The Unforgettable Fireツアーで初めてオーストラリアとニュージーランドを訪れ、オークランドに着いた夜、ボノは時差ボケで眠れず、ホテルを抜け出して街を案内してもらったが、その中にマオリ族のグレッグ・キャロルがいた。
彼らはボノをOne Tree Hillと呼ばれるマオリ族の聖なる火山丘に連れていった。その印象をボノは「丘の上に木が1本立っている枯れた水墨画のような場所だ。そこから僕たちは火山の噴火口にできた街を眺めた。その光景はとても強く印象に残った。自分自身の自由について何がしかを意味しているように思えたんだ」と語っている（なおなこの木は1994年に植民地支配の象徴と主張するマオリ族の政治活動家によってチェーソーで切断され、2000年に市当局によって除去された）。
グレッグは利発な青年で、地元のバンドをマネジメントした経験に目をつけて、オークランドのライブの仕事を任せたところ、見事にやり遂げ、その後、正式にローディーに加えられ、U2と一緒にオーストラリアとアメリカを回って特にボノ・アリ夫妻と仲良くなり、ツアーが終わると、ダブリンに居を移した。
1986年7月3日、グレッグはボノのバイクを引き取って、降りしきる雨の中、家に戻る途中、車と衝突して亡くなった。事故当時、ファームエイドⅡに出演する予定でテキサスに滞在していたボノは、その日のうちにダブリンに取って返した。U2関係者の初めての死にバンドのメンバーは打ちのめされ、10日、グレッグの故郷オークランドでマオリ族の伝統に則って行われた葬儀では、ボノは「Let It Be」と「Knock'n On The Heaven's Door」を歌った。
葬儀の後、ボノはOne Tree Hillのことを思いながら曲を書き、『The Joshua Tree』のレコーディングのわりと初期に、イーノを混じえたジャムセッションの中で完成した。2度歌える気がしなかったボノは、ヴォーカルを一発で録り、レコーディング後も聴き返そうとしなかった。ちなみに元のタイトルは「Small Tribe」だった。
歌詞はグレッグの葬儀を描いたものだが、その中の一節「Jara sang, his song a weapon in the hands of love」の「Jara」とはピノチェト政権下のチリで軍によって殺されたフォークシンガーにして政治活動家のビクトル・ハラのことである。希望の戦略ツアーの最中、ボノは自らも2年間投獄された経験のあるチリ人アーチスト・レネ・カストロと会い、彼が作ったマーチン・ルーサー・キングのシルクスクリーンを買ったのだが、彼の作品の中にビクトル・ハラのものがあるを見つけ、興味を持ったのだ。その後、レネ・カストロはLovetownツアーのセットの背景画を描いた。
発表当時、ポール・マクギネスが一番好きなU2の曲だった。
2003年からアメリカで放送されたテレビドラマ「ワン・トゥリー・ヒル」のタイトルはこの曲からつけられた。

## ライブ
ボノが感情の昂ぶりを抑えられるか自信がなかったため、The Joshua Treeツアーの3rdレグまで登場しなかった。続くLovetownツアーではグレッグの故郷であるオークランドの公演も含めて、19回演奏された。その後、Zoo TVでもPopmartツアーでもElevationツアーでも一度も演奏されず、次に登場したのは、2006年11月24日、25日、Vertigoツアーのオークランド公演で、続く11月29日、30日の埼玉公演でも演奏された。360度ツアーでもオークランド公演で演奏され、チリのサンティアゴ公演でも演奏されたが、その際はビクトル・ハラに捧げられた。